# Курорт для ныряльщиков на Красном море
«Курорт для ныряльщиков на Красном море» (англ. Red Sea Diving Resort) — шпионский триллер 2019 года, поставленный Гидеоном Раффом по собственному сценарию. Главный герой (Крис Эванс) агент израильского Моссада, руководит тайной операцией, с целью помощи эфиопско-еврейским беженцам бежать в безопасное убежище в Израиле.
Фильм основан на событиях операций «Моисей» и «Йехошуа» в 1984–1985 годах, в которых Моссад тайно эвакуировал еврейских эфиопских беженцев в Израиль, используя базу на некогда заброшенном курорте деревни Арус на побережье Красного моря в Судане.
Премьера фильма состоялась на Фестивале еврейского кино в Сан-Франциско 28 июля 2019 года, а 31 июля 2019 года он стал доступен на сервисе Netflix. Критики встретили фильм преимущественно негативно, в то время как зрители были настроены более позитивно.

## Сюжет
Кебеде Бимро, эфиопский еврей, работает с агентом израильского Моссада Ари Левинсоном над эвакуацией еврейско-эфиопских беженцев в Израиль.

## В ролях
- Крис Эванс —  Ари Левинсон
- Майкл К. Уильямс  — Кабеде Бимро
- Хейли Беннетт — Рэйчел Рейтер
- Михиль Хаусман —  Джейкоб Вольф
- Алессандро Нивола  — Сэмми Навон
- Грег Киннир  — Уолтон Боуэн
- Бен Кингсли  — Итан Левин
- Алекс Хэсселл — Макс Роуз
- Марк Иванир—  Барак Айзекс
- Крис Чок — полковник Абдель Ахмед
- Алона Таль — Сара Левинсон

## Производство
В августе 2015 года Fox Searchlight приобрела права на фильм. Впервые о разработке фильма было объявлено в марте 2017 года, когда Гидеон Рафф стал режиссером фильма и написал сценарий, а Крис Эванс и Хейли Беннетт были утверждены на свои роли. В апреле к проекту присоединился Майкл К. Уильямс. В мае к актерскому составу присоединились Грег Киннер, Алессандро Нивола и Бен Кингсли. Съемки фильма начались 22 июня 2017 года. Крис Чок присоединился к проекту 15 июня. Съемки проходили на киностудиях Кейптауна в ЮАР и Намибии.

## Прием критиков
На Rotten Tomatoes фильм имеет рейтинг 30 % на основе 40 обзоров со средневзвешенным значением 4,68 / 10.  На Metacritic фильм получил 29 баллов из 100 на основе отзывов 7 критиков, что указывает на «в целом неблагоприятные отзывы», в то время как пользователи дали ему 6,5 из 10.